# Чандідас
Чандідас (*বড়ুচণ্ডীদাস, 1370 —1433) — визначний бенгальський поет-лірик часів занепаду Делійського султанату.

## Життєпис
Роки народження та смерті Чандідаса доволі приблизні. Він народився у місцині Бірбхум (західна Бенгалія). Стосовно його життя немає жодних відомостей. Складав свої вірші середньобенгальською мовою. Головними темами його поем були лірика на теми індуїстської міфології, зокрема оспівував любов Крішни та Радхи. У творчості Чандідаса любов — це неборна сила почуттів. Зазвичай зображував глибоке, зріле відчуття.
Єдиним твором, що зберігся дотепер є «Шарекрішна Чіртана».